# 수린구

수린 구의 위치

수린구(한국어: 수림구, 중국어: 樹林區, 병음: Shùlín Qū)는 중화민국 신베이시의 구이다. 넓이는 33.1288km2이고, 인구는 2015년 8월 기준으로 184,065명이다.

## 지리
신베이시의 서부에 위치하고 북쪽으로 신좡 구, 서쪽으로 타오위안시 구이산 향, 남서쪽으로 잉거 구, 남쪽으로 싼샤 구, 동쪽으로 반차오 구, 남동쪽으로 투청 구와 접한다.

## 역사
수린은 선주민이 철제 바람 막이를 많이 설치했던 것에서 풍궤점(風櫃店)으로 불리고 있었다. 청조의 건륭 연간, 하천의 범람이 잇따라 제방 가에 식수를 하는 치수 사업을 실시한 것에서 수림으로 불리게 되었다.
1686년, 청이 타이베이 지역에 제라현을 설치했고 이후 담수청, 남아청, 도원청에 편입되었다. 1920년, 다이호쿠 주 가이잔 군 오카 장에 속하게 되었다.
1945년에 중화민국이 타이완을 영유하게 되면서 이듬해 지방 개혁을 해 가장(街庄)을 폐지하고 향진(郷鎮)이 설치되었으며, 같은 해 8월 1일에 잉거 진으로부터 분리되었다.
1999년에 인구가 15만 명을 돌파해 수린 시로 승격해 현재에 이르고 있다.

## 교통
- 타이완 철로관리국 종관선
- 국도 3호선

## 같이 보기
- 신베이시